# Procès de Klaus Barbie
Le procès de Klaus Barbie est un procès pour crime contre l'humanité intenté contre Klaus Barbie devant la cour d'assises du Rhône entre le 11 mai et le 3 juillet 1987. Il aboutit à une condamnation à la réclusion criminelle à perpétuité pour Klaus Barbie.
C'est le premier procès tenu en France pour crime contre l'humanité. Il a une grande importance médiatique. 113 associations et particuliers se portent partie civile. 900 journalistes suivent le procès qui est intégralement filmé : il en résulte 145 heures de débats.
Le 30 juin 2017, la ministre de la Justice Nicole Belloubet et celle de la Culture Françoise Nyssen rendent le dossier librement consultable par arrêté.

## Historique

### Instruction

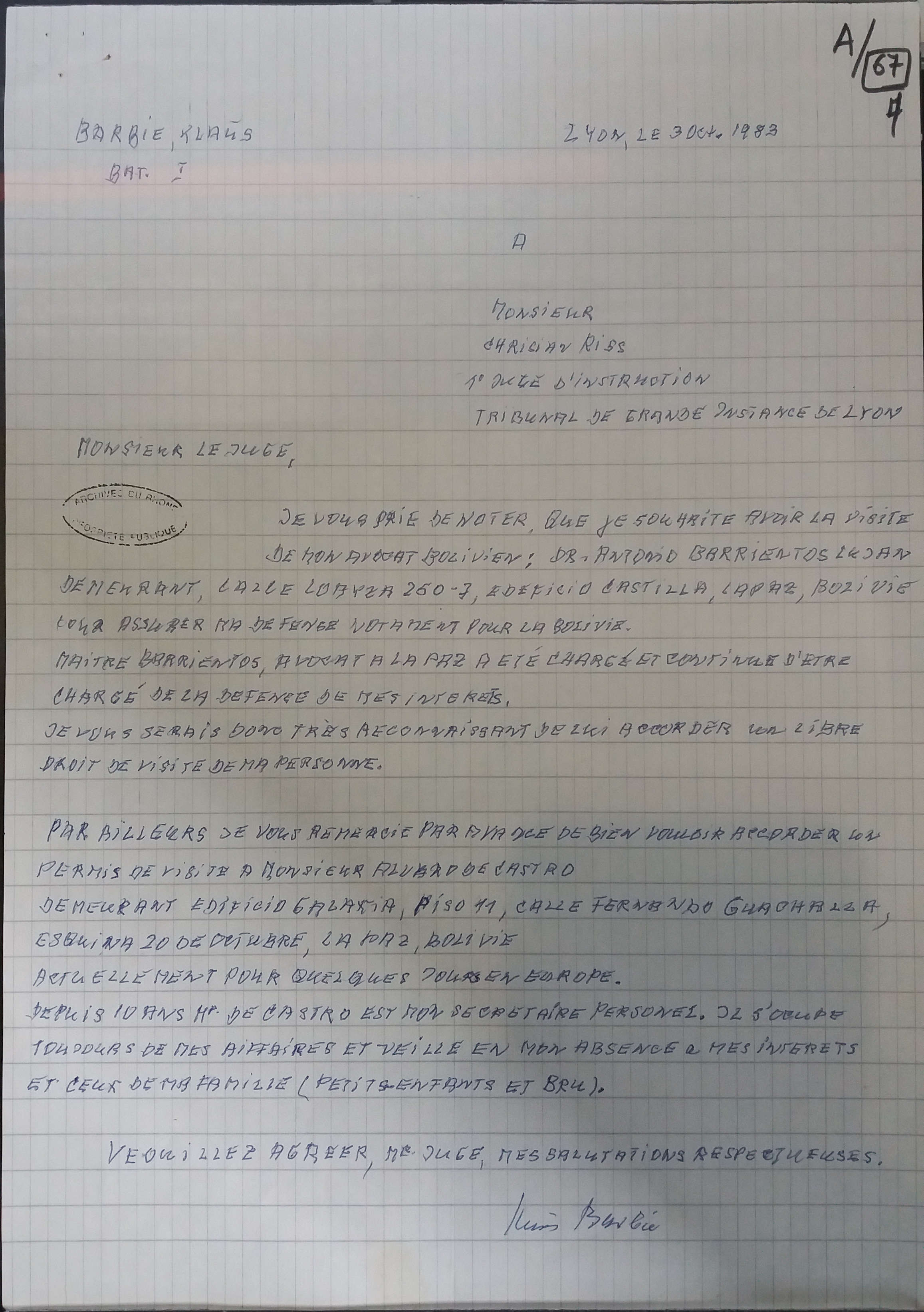
Lettre de Klaus Barbie à Christian Riss.

L'instruction, confiée au juge Christian Riss, débute en 1983. Christian Riss retient exclusivement le chef d'accusation de crime contre l'humanité, Barbie ayant déjà été jugé par contumace entre 1952 et 1954 pour crimes de guerre.
Trois faits sont retenus :
- la rafle de l'Union générale des israélites de France (UGIF) (9 février 1943) ;
- la rafle des enfants d'Izieu (6 avril 1944) ;
- le dernier convoi ayant quitté Lyon pour Auschwitz (11 août 1944).

Toutefois, à la suite de la plainte d'associations de résistants et de victimes, qui saisissent la Cour de cassation, celle-ci décide par un arrêt du 20 décembre 1985 d'un quatrième chef d'accusation : actes d'arrestation, torture et déportation de Juifs ou de résistants pris isolément,

### Déroulement du procès
Le procès se déroule à la cour d'Assises du Rhône dans la salle des pas perdus du palais de justice de Lyon. La salle principale de la cour d'assises étant trop petite pour le nombre de parties civiles et de témoins attendus (sans compter le public et la presse), le ministère de la Justice confie au cabinet d'architectes Eyraud, Traynard et associés la réalisation d'une salle d'assises temporaire pouvant accueillir 750 personnes. Elle est aménagée dans la salle des pas perdus, en respectant les décors historiques.
Le président du tribunal décide de ne pas faire comparaître Barbie dans une cage de verre blindé, estimant que l'accusé n'avait pas à bénéficier d'une telle protection.
Le procès s'ouvre le 11 mai 1987 sous la présidence d'André Cerdini, président de la cour d'assises. Pierre Truche, procureur général assisté de son adjoint Jean-Olivier Viout, pour l'accusation, les avocats Jacques Vergès, Jean-Martin Mbemba et Nabil Bouaita, pour la défense, ainsi que 113 associations et particuliers s'étant portés partie civile, représentés par 39 avocats, dont Serge Klarsfeld et Roland Dumas, en sont les principaux acteurs. Le procès a suscité divers témoignages de témoins qui prirent le temps de raconter leur histoire à l'encontre de Klaus Barbie auprès de la cour.
Le procès débute par la lecture de l'acte d'accusation (11 et 12 mai), au cours de laquelle Jacques Vergès remet en cause la compétence de la cour. Le 13, Barbie fait savoir par une déclaration qu'il refuse d'assister à la suite du procès.
Les 15 et 18 mai sont consacrés à l'examen des charges retenues contre Barbie, puis commencent les auditions de témoins victimes de Barbie, qui est contraint de comparaître les 26 mai et 5 juin. Le 15 juin sont cités les témoins de la défense. Les plaidoiries des parties civiles occupent les journées du 17 au 26 juin. Le procès a failli virer au pire par la présence de Christian Didier qui voulait assassiner Barbie lors du procès, sans réussite (mais il recommença son acte, la veille du procès de René Bousquet aussi accusé de crime contre l'humanité et le tua à son domicile le 8 juin 1993). Le réquisitoire du procureur général a lieu les 29 et 30 juin, suivi des plaidoiries des avocats de la défense du 1er au 3 juillet.
Le verdict est énoncé le 4 juillet à 00 h 40 : Klaus Barbie est condamné à la réclusion criminelle à perpétuité.

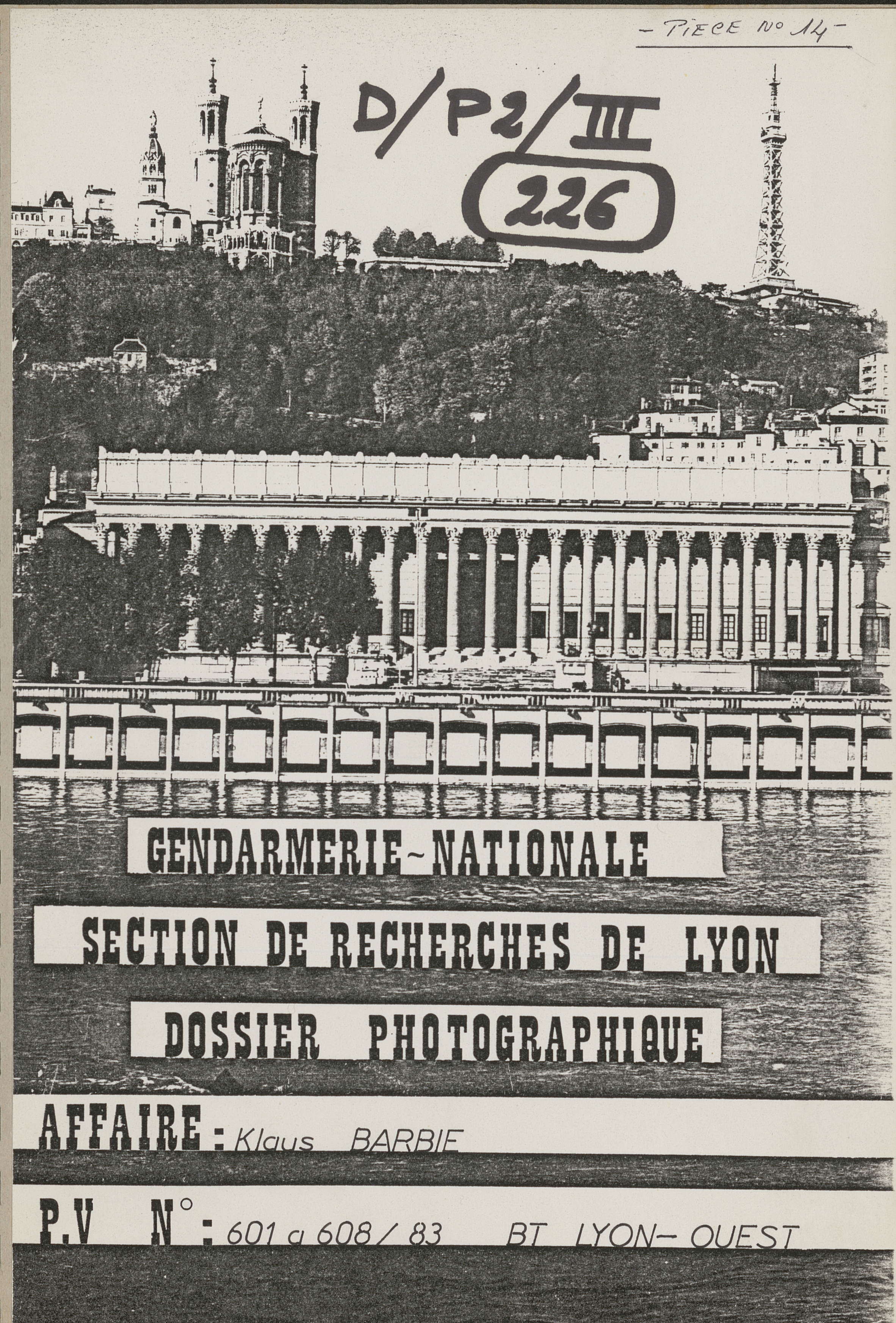
Dossier de photographies soumises aux témoins du procès Barbie, couverture.
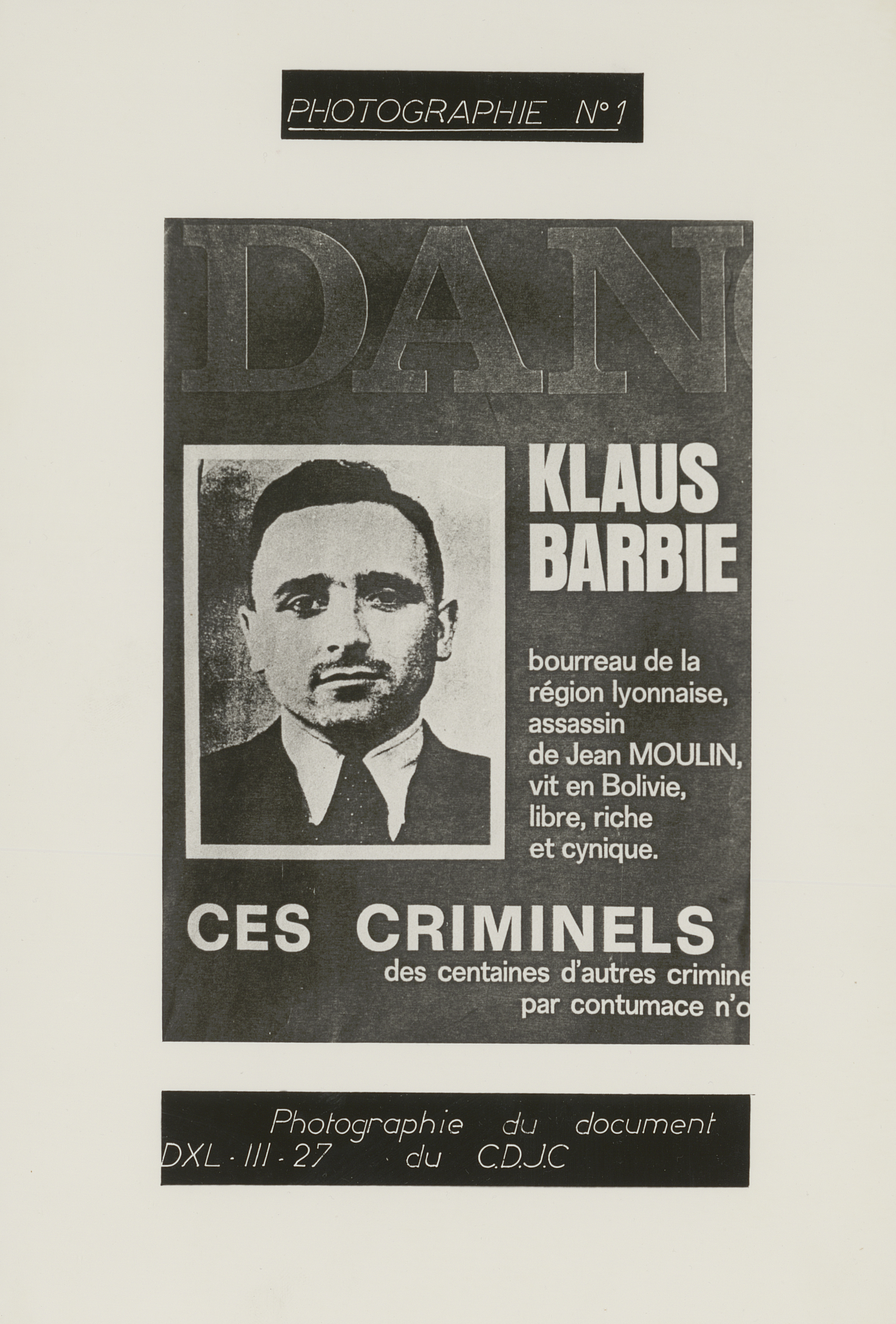
Dossier de photographies soumises aux témoins du procès Barbie, portrait de Klaus Barbie.
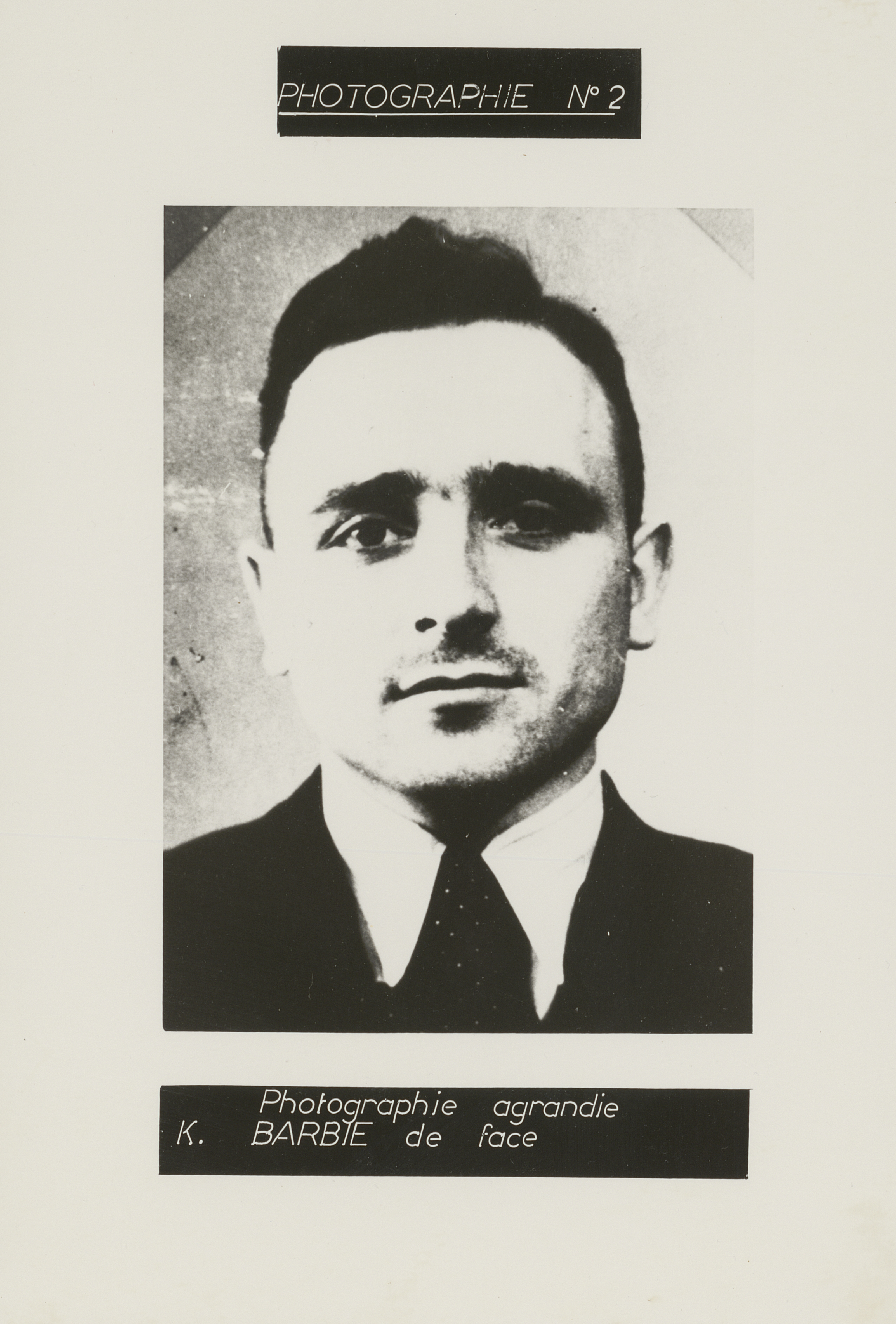
Dossier de photographies soumises aux témoins du procès Barbie, gros plan.
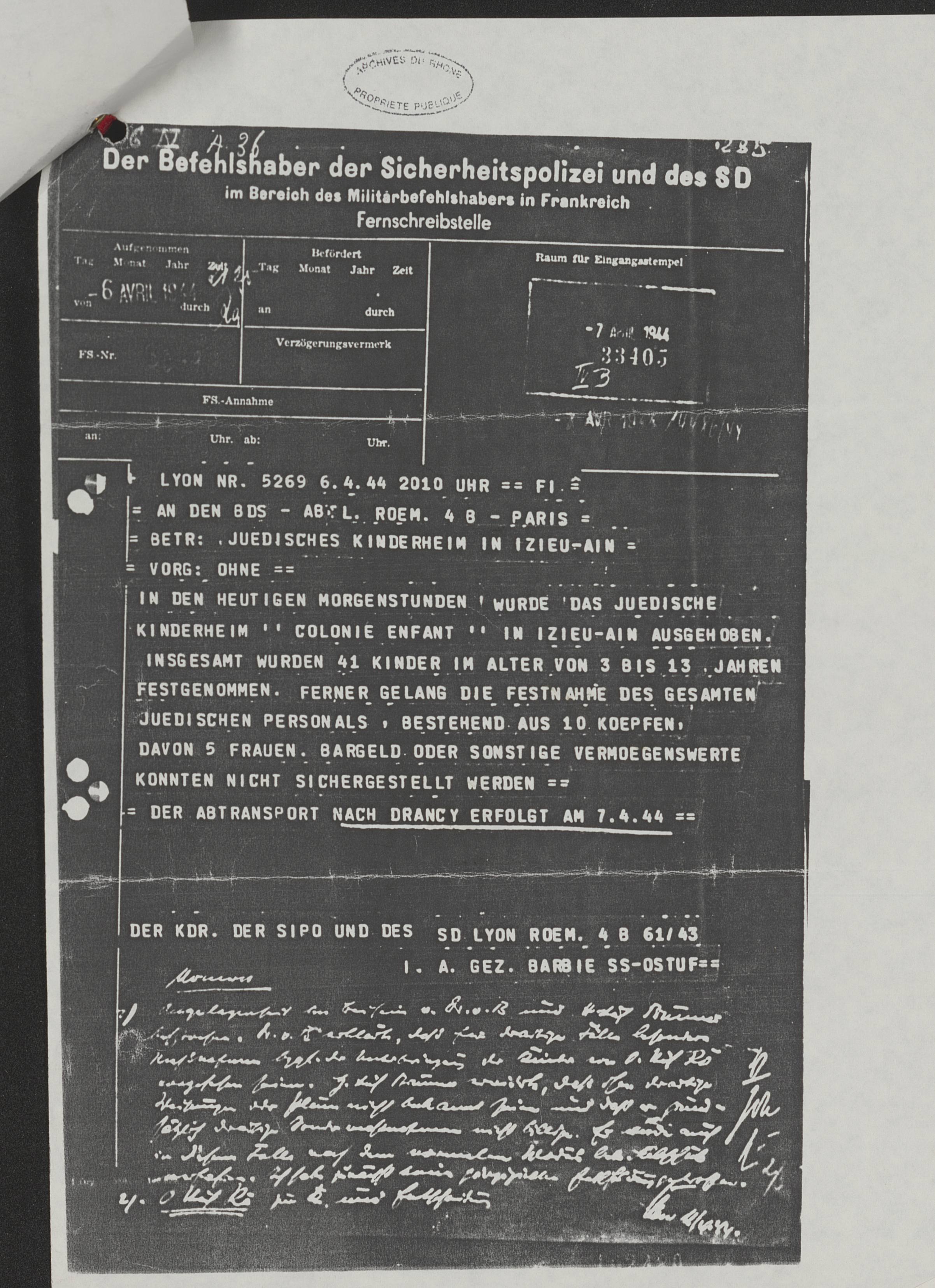
Copie du télex d'Izieu conservé aux Archives nationales américaines, transmis à l'occasion du procès.

### Après le procès
Klaus Barbie demeure incarcéré à la prison de Saint-Paul, à Lyon, où il était détenu depuis son extradition. Il saisit la cour de cassation pour obtenir sa libération, mais celle-ci rejette son pourvoi par arrêt du 3 juin 1988. Il meurt à Saint-Paul le 25 septembre 1991.
Le 3 juillet 2017, Nicole Belloubet, ministre de la Justice, et Françoise Nyssen, ministre de la Culture, annoncent l’ouverture à la recherche des archives relatives au procès de Klaus Barbie qui sont conservées aux Archives nationales et au Service d'archives du département du Rhône et de la métropole de Lyon.

### Retentissement médiatique
Le procès Barbie est suivi par plus de 900 journalistes français et étrangers et largement relayé dans la presse, à la radio et à la télévision.
Par ailleurs, en vertu de la loi du 11 juillet 1985 sur les archives audiovisuelles de la Justice, le procès est intégralement filmé. En résultent 145 heures de débat, d'abord conservées à l'Institut national de l'audiovisuel et interdites de diffusion. La première diffusion par extrait (70 heures) est réalisée en 2000 sur la chaîne Histoire, et d'autres versions sont ensuite commercialisées. Grâce à une autorisation exceptionnelle du tribunal de grande instance de Paris, le Centre d'Histoire de la Résistance et de la Déportation, à Lyon, diffuse en exclusivité des extraits du procès dans un documentaire de 45 minutes mettant l'accent sur les déclarations des témoins.
Le 8 avril 2025, un documentaire en 3 parties, Le Procès de Klaus Barbie, est diffusé sur France 2 reprenant de nombreux extraits des captations des audiences du procès, ainsi que des témoignages des acteurs de l'époque (avocats, procureur et journalistes).

### Dessins d'audience
Lors du procès, Jean-Claude Bauer a réalisé pour Antenne 2 un ensemble de 197 dessins représentant les acteurs du procès (prévenu, Cour, jurés, avocats, experts, témoins, presse, public). Ces dessins ont été donnés par l'artiste aux Archives du département du Rhône et de la métropole de Lyon, le 15 septembre 2022. Ils constituent le fonds Jean-Claude Bauer, qui rassemble 196 pièces papier, dont 192 originaux et 4 copies, et un document numérique, sous les cotes 69Fi 1-69Fi197. Ce fonds a été entièrement numérisé et est consultable en ligne.

## Documentaires
- Le procès Barbie, réalisation et direction artistique de Philippe Truffault, direction éditoriale et historique de Dominique Missika. 6 DVD Arte-Ina, 2011, anthologie complétée par À propos du procès Barbie, réalisé par Jérôme Prieur (2h20), douze entretiens filmés avec Serge Klarsfeld, Pierre-Emmanuel Dauzat, Isabelle Davion, Antoine Garapon, Fabrice Humbert, Laurent Joly, Barbara Lambauer, Camille Ménager, Marc Molk, Antoine Perraud, Henry Rousso, Denis Salas.
- Klaus Barbie, un procès pour mémoire, de Jérôme Lambert et Philippe Picard, durée de 73 minutes, 2017 - Diffusé le 23 novembre 2017 sur France3. [vidéo]
- Le procès de Klaus Barbie, de Gabriel Le Bomin, 3 parties d'une durée de 52 minutes, 2025 - Diffusé le 8 avril 2025 sur France2. [vidéo]

## Émissions radiophoniques
- Fabrice Drouelle, « La traque de Klaus Barbie, le boucher de Lyon », émission de 55 min [], sur France Inter, Affaires sensibles, 20 mai 2015 (consulté le 19 avril 2021)
- Fabrice Drouelle, « Le procès de Klaus Barbie », émission de 53 min [], sur France Inter, Affaires sensibles, 21 mai 2015 (consulté le 19 avril 2021)

## Sources
Le dossier de la procédure est conservé aux Archives du département du Rhône et de la métropole de Lyon sous la cote 4544 W. Ce dossier est devenu librement communicable par un arrêté conjoint des ministres de la Justice et de la Culture en date du 30 juin 2017.